# Guélendeng
Guélendeng és una ciutat i una sotsprefectura, situada al departament de Mayo-Lemi, a la regió Mayo-Kebbi Est, Txad. Es troba a les ribes del riu Chari. La localitat dona nom a una varietat de panícula.